# Методологія досліджень майбутнього
Методологія досліджень майбутнього, що використовуються в мультидисциплінарній галузі футурології футурологами в Америці та Австралазії та футурології футурологами в ЄС, включають різноманітні методи прогнозування, включаючи випереджальне мислення, ретельний аналіз, моделювання та бачення. Деякі з антиципаційних методів включають метод Дельфі, причинно-пошаровий аналіз, сканування навколишнього середовища, морфологічний аналіз і сценарне планування., артефакти з майбутнього (це інструмент передбачення, який допомагає думати про майбутнє, візуалізує можливості у формі вигаданих тривимірних об’єктів, міток або відео та забезпечує відчутний досвід майбутнього)